# Gorod.lv
Gorod.lv или Наш Город — латвийский информационно-новостной портал Даугавпилса и Латгалии. Самый популярный русскоязычный новостной источник в этом регионе c ежедневной посещаемостью более 30 тысяч человек; имеет также другое название Gorod.lv, зарегистрированый в Даугавпилсе, как Общество с ограниченной ответственностью. «Наш Город» выходит также в качестве еженедельной аналитической газеты Даугавпилса.

## Создание
Портал работает с 13 февраля 2004 года. Первая архивная новость датируется 11.05.2004.

## Разделы
- Экономика
- Политика
- Новости Латгалии
- Культура
- Общество
- Спорт
- Происшествия и криминал
- Архив
- Мой дом
- Афиша
- Кто есть кто
- Каталог
- Форум
- Поздравления

## Цитирование
В своих статьях и работах на портал неоднократно ссылались ведущие информационные источники Латвии, такие как TVNET, Delfi.lv и другие новостные ресурсы, а также авторы некоторых известных российских книжных изданий.